# Hrabstwo McCracken

Piramida wieku hrabstwa

Hrabstwo McCracken – hrabstwo w USA, w stanie Kentucky. Według danych z 2010 roku, hrabstwo zamieszkiwało 65565 osób. Siedzibą hrabstwa jest Paducah.

## Miasta
- Paducah

## CDP
- Farley
- Hendron
- Massac
- Reidland